# Loreto Cascales Martínez
Loreto Cascales Martínez   (Santa Pola, 22 de gener de 1977) és una política valenciana, diputat al Congrés dels Diputats en la XI i XII legislatures.
És llicenciada en filologia anglesa. Militant del Partido Popular, a les eleccions municipals espanyoles de 2003 fou escollida regidora de l'ajuntament de Santa Pola, i de 2003 a 2007 fou diputada a la Diputació d'Alacant. Fou novament escollida regidora a les eleccions municipals espanyoles de 2007, 2011 i 2015. Va renunciar al càrrec de regidora quan a les eleccions generals espanyoles de 2015 i 2016 fou escollida diputada com a número dos de la llista del partido Popular per la província d'Alacant.